# André Eminger
André Eminger (* 1. August 1979 in Erlabrunn im Erzgebirge) ist ein ehemaliger deutscher Rechtsextremist. Er unterstützte über 14 Jahre die rechte Terrorgruppe Nationalsozialistischer Untergrund (NSU). Eminger wurde am 11. Juli 2018 im NSU-Prozess wegen Unterstützung dieser terroristischen Vereinigung zu zweieinhalb Jahren Haft verurteilt. Er galt als der „treueste Unterstützer“ der Rechtsterrorzelle. Seit Juli 2022 befindet er sich in einem Aussteigerprogramm aus der rechten Szene des Landes Sachsen.

## Leben
André Emingers Vater war Skispringer in der B-Nationalmannschaft der DDR. André Eminger wuchs zusammen mit seinem Zwillingsbruder Maik Eminger und zwei weiteren Geschwistern im sächsischen Johanngeorgenstadt im Erzgebirge auf. Die beiden Brüder machten ihren Realschulabschluss 1996 an der Mittelschule. Zunächst waren beide Brüder ebenfalls talentierte Skispringer.
Nach Recherchen der Zeit differenzierte sich die rechtsextreme Gesinnung der beiden Brüder Mitte der 1990er Jahre aus. Maik Eminger interessierte sich für den Germanenkult, völkische Ideen und Rassenkunde und wurde als der Intellektuellere der beiden beschrieben. André Eminger begann Rechtsrock zu hören und wendete sich der Blood-and-Honour-Skinhead-Szene zu. Dort lernte er 1998 den Neonazi Max-Florian B. kennen, in dessen Chemnitzer Wohnung der NSU das erste halbe Jahr nach seinem Untertauchen lebte. In dieser Wohnung traf André Eminger das erste Mal Beate Zschäpe, Uwe Mundlos und Uwe Böhnhardt.
André Eminger leistete ab 1999 Grundwehrdienst in der Bundeswehr. Der Militärische Abschirmdienst (MAD) befragte ihn in dieser Zeit im November 1999, weil seine Gesinnung aufgefallen war. Dort gab Eminger an, dass er sich die Worte „Blut und Ehre“ habe tätowieren lassen, weil er die militärische Leistung der SS bewundere. Er verblieb dennoch in der Bundeswehr. Anschließend absolvierte er eine Lehre als Maurer.
Mit seinem Bruder Maik Eminger baute er die „Weiße Bruderschaft Erzgebirge (WBE)“ auf; deren Motto „White Pride heißt unsere Religion“ bezieht sich auf die Vorstellung einer „weißen Revolution“. Sie gaben das Szenemagazin [White] Aryan Law & Order heraus.
André heiratete Susann H. (heute Eminger), die er in der Skinszene kennengelernt hatte. Die beiden haben drei Kinder.
Im März 2003 versuchte der Verfassungsschutz André Eminger als V-Mann anzuwerben. Zu diesem Zeitpunkt unterstützte er bereits seit fünf Jahren die NSU-Terroristen. Eminger behauptete stattdessen, er sei aus der rechten Szene ausgestiegen und seine Familie sei jetzt das Wichtigste in seinem Leben. Weitere Gespräche mit der Behörde lehnte Eminger ab.
2008 wurde Eminger Stützpunktleiter der Potsdamer Jungen Nationaldemokraten, der Nachwuchsorganisation der NPD. Er veranstaltete wöchentlich ideologische Lesezirkel, um Kameraden in NS-Theorie zu schulen.
Nach der Aufdeckung des NSU war Eminger weiterhin in der rechtsextremen Szene, z. B. beim „Rock gegen Überfremdung“ in Themar präsent.

## NSU
André Eminger und die Terroristen Uwe Mundlos, Beate Zschäpe und Uwe Böhnhardt kannten sich seit 1998. In diesem Jahr wurde die Terrorzelle „Nationalsozialistischer Untergrund“ gegründet. Eminger mietete für den NSU die erste konspirative Wohnung in Chemnitz. Er besorgte den untergetauchten Terroristen BahnCards und mietete die Wohnmobile, die von Uwe Mundlos und Uwe Böhnhardt für zwei Banküberfälle und ein Attentat verwendet wurden.
Im Dezember 2006 wurde in dem Haus, in dem der NSU verdeckt lebte, in eine Wohnung eingebrochen. Ein Polizist klingelte an der Wohnung der Terroristen und lud Beate Zschäpe zu einer Zeugenaussage auf das Revier. Zschäpe war das einzige Mitglied der Terrorgruppe, das nicht über gefälschte Papiere verfügte. André Eminger gab ihr daraufhin den Ausweis seiner Frau Susann und begleitete Zschäpe als ihr vermeintlicher Ehemann auf die Wache. Der Polizei fiel der Umstand nicht auf. Laut einigen Beobachtern wäre der NSU ohne diese Unterstützungshandlung wahrscheinlich bereits im Jahr 2006 aufgedeckt worden.
Nach dem Suizid der Terroristen Uwe Mundlos und Uwe Böhnhardt am 4. November 2011 steckte Beate Zschäpe die gemeinsame Wohnung in Zwickau in Brand, um Spuren zu verwischen. Im Anschluss rief sie Eminger an und bat ihn, ihr bei der Flucht zu helfen. Er fuhr sie zum Zwickauer Hauptbahnhof und stattete sie mit einem neuen Satz Kleidung aus.
Am Morgen des 24. November 2011 stürmte die GSG 9 mit mehr als 20 Beamten das Gehöft von Maik Eminger, wohin André Eminger nach dem Auffliegen des NSU geflüchtet war. In einer Plastiktüte wurden 3.835 Euro gefunden. Eminger wurde direkt zum Bundesgerichtshof nach Karlsruhe geflogen und in Untersuchungshaft genommen, aus der er im Juni 2012 entlassen wurde.

## Prozess
Eminger wurde im NSU-Prozess durch die Bundesanwaltschaft Beihilfe zum versuchten Mord, zu gefährlicher Körperverletzung, zum Raub und zum Herbeiführen einer Sprengstoffexplosion sowie Unterstützung einer terroristischen Vereinigung vorgeworfen. Sie forderte in ihrem Plädoyer zwölf Jahre Haft für Eminger. Während des Großteils des Prozesses war Eminger frei, kam jedoch im September 2017 wegen Fluchtgefahr aufgrund der relativ hohen Strafforderung der Bundesanwaltschaft in Untersuchungshaft. Eminger sagte in dem fünf Jahre dauernden Prozess nie aus und verzichtete als einziger Angeklagter auf ein Schlusswort.
Das Oberlandesgericht München verurteilte Eminger zu einer Freiheitsstrafe von zwei Jahren und sechs Monaten wegen Unterstützung einer terroristischen Vereinigung und sprach ihn von den anderen Vorwürfen frei. Der Vorsitzende Richter Manfred Götzl erläuterte, man habe Eminger nicht nachweisen können, dass er gewusst habe, was Böhnhardt, Zschäpe und Mundlos über die 14 Jahre im Untergrund taten. Das Gericht hob nach der Urteilsbegründung den Haftbefehl gegen Eminger auf, weil bei dem Strafmaß eine Untersuchungshaft unverhältnismäßig sei. Im Publikum anwesende Rechtsextremisten reagierten mit Applaus und Jubel auf die Freilassung Emingers.
Die Nebenklagevertreter der Angehörigen der NSU-Opfer waren enttäuscht vom Strafmaß für André Eminger. Der Opferanwalt Mehmet Daimagüler bezeichnete die Urteile gegen die Mitangeklagten Ralf Wohlleben und André Eminger als „milde, zu milde“. Die Gerichtsreporterin Annette Ramelsberger kommentierte, das Urteil hinterlasse den Eindruck, dass sich Reue nicht lohne, aber dafür Schweigen; die Neonazi-Szene feiere das Urteil zu Eminger als ihren Sieg.
Am 18. Juli 2018 teilte die Bundesanwaltschaft mit, dass sie Revision beim Bundesgerichtshof gegen dieses Urteil einlegt. Auch der Angeklagte legte Revision ein und forderte Freispruch. Am 15. Dezember 2021 wies der BGH beide Revisionsanträge zurück, das Urteil des Oberlandesgerichts ist damit rechtskräftig. Insgesamt verbüßte er zwei Drittel seiner Haftstrafe und bekam anschließend Haftverschonung.

## Ausstieg aus der rechten Szene
Wie im Mai 2023 bekannt wurde, hat sich André Eminger seit 2019 seine rechtsextremen Tätowierungen überstechen lassen. Diese waren zum Teil strafbar, so dass er keine öffentlichen Badeanstalten besuchen konnte. Nachdem das Oberlandesgericht in München ihm als Auflage zur Haftverschonung gemacht hatte, drei Gespräche mit einem sächsischen Aussteigerprogramm zu führen, befindet er sich seit Juli 2022 in diesem Aussteigerprogramm. Er kehrte ins bürgerliche Leben zurück und arbeitet als Kranfahrer bei einer sächsischen Baufirma. Den Richtern hatte er glaubhaft versichern können, mit seinem alten Freundeskreis gebrochen zu haben.